# Сестрёнка (Мичуринский район)
Сестрёнка — село в Мичуринском районе Тамбовской области России. Входит в состав Новоникольского сельсовета.

## География
Село находится в северо-западной части Тамбовской области, в лесостепной зоне, в пределах Окско-Донской низменной равнины, на правом берегу реки Сестрёнка, на расстоянии примерно 8 км (по прямой) к юго-западу от города Мичуринск, административного центра района. Абсолютная высота — 120 м над уровнем моря.

### Климат
Климат умеренно континентальный, с холодной продолжительной зимой и тёплым летом. Средняя температура воздуха самого холодного месяца (января) — −10,5 °C (абсолютный минимум — −39 °C); самого тёплого месяца (июля) — 20 °C (абсолютный максимум — 38 °С). Безморозный период длится в среднем 136 дней. Среднегодовое количество атмосферных осадков составляет 550 мм, из которых 366 мм выпадает в период с апреля по октябрь.

## История
Село образовано в период между 2008 и 2010 годами путём объединения сёл Сестрёнка-Колунчаковка и Сестрёнка-Кугушево.

## Население
| 2002 | 2010 |
| ---- | ---- |
| 140  | ↘112 |

### Половой состав
По данным Всероссийской переписи населения 2010 года, в гендерной структуре населения мужчины составляли 42 %, женщины — соответственно 58 %.